# Club Deportivo Hernani
Il Club Deportivo Hernani è una società calcistica con sede presso Hernani nei Paesi Baschi, in Spagna. Gioca nella División de Honor, il quinto livello del campionato spagnolo.

## Tornei nazionali
- 2ª División: 0 stagioni
- 2ª División B: 2 stagioni
- 3ª División: 19 stagioni